# Французское военное кладбище (Севастополь)
Французское военное кладбище — мемориальный комплекс в Севастополе, построенный на средства Французской Республики. Находится на территории бывшего французского воинского некрополя, на 5-м километре Балаклавского шоссе. По данным инспекции по изучению воинских захоронений периода Крымской войны, проведенной в августе—сентябре 1872 года бригадным генералом Джоном Миллером Адаем и британским специальным уполномоченным на Дунае полковником Джорджем Гордоном, количество захоронений французов на этом кладбище составляла около 28 тысяч человек.

## Описание
Мемориал окружен красной кирпичной ограждением с металлическими решётками и воротами. Центральная аллея приводит к площадке, в центре которой, на месте бывшей часовни, на основе из серого Покостовского гранита с угловыми пилонами из чёрного габбро возвышается стела из серого гранита в форме трапеций, соединенных между собой в виде буквы «Т». На потолке, обращенной к главному входу, размещены: в верхней части — бронзовый барельеф орла, в средней — выполнен в технике эмали трёхцветный флаг, в нижней — мемориальная надпись в честь павших французских воинов в период Крымской (Восточной) войны. По периметру, с трёх сторон ограждения, возле кольцевых аллей на месте бывших разрушенных склепов, установлено 19 памятных стел из альминского известняка с мемориальными табличками, напоминающими о родах войск, принимавших участие в осаде Севастополя, и павших воинов. Центральные осевые и круговые аллеи образуют четыре зеленых партера с остатками реликтовой растительности, сохранившаяся от бывшего некрополя. На территории мемориала размещены несколько настоящих французских надгробий периода Крымской кампании.

## Из истории

### Период Российской империи

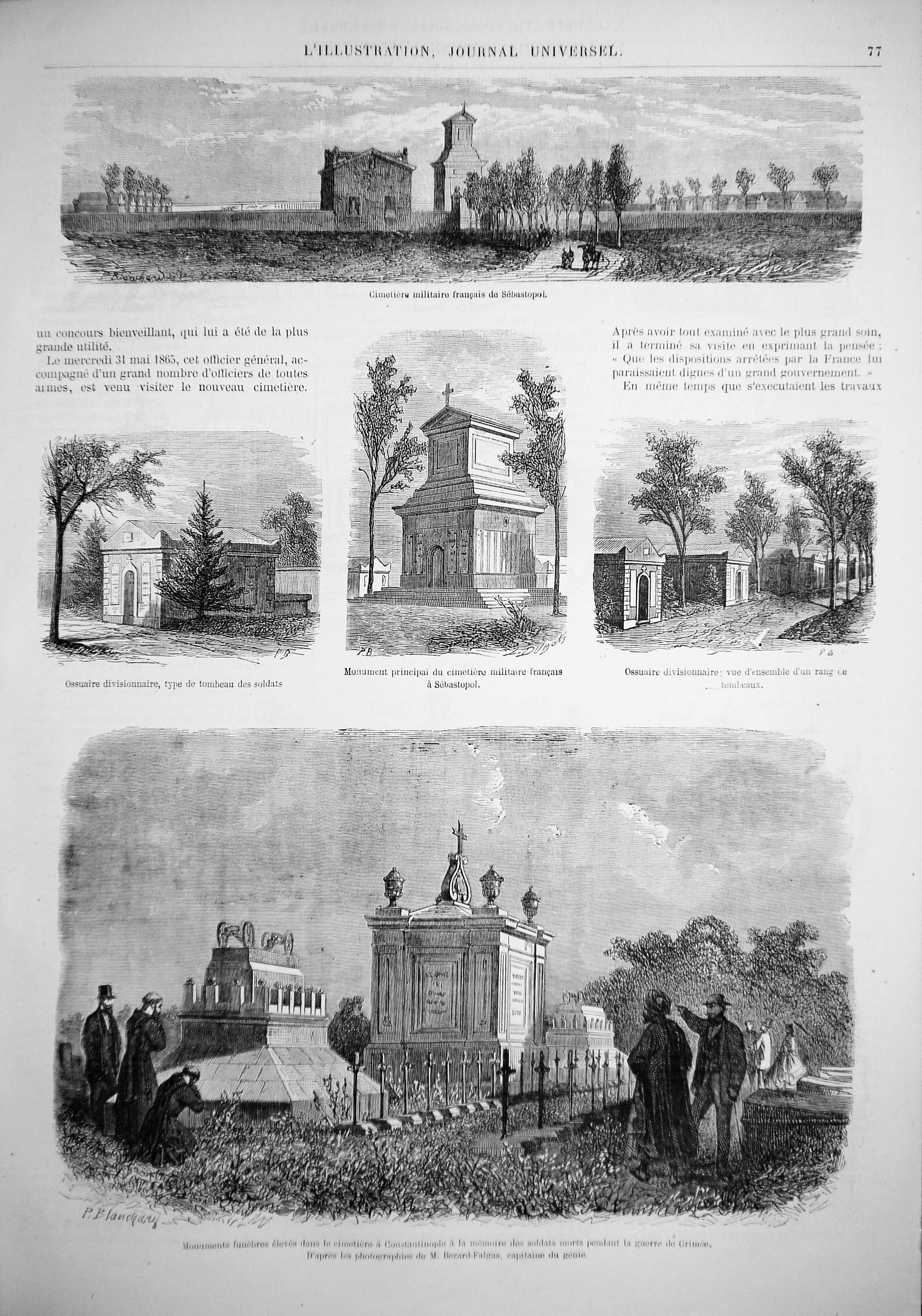
Иллюстрация с видами Французского военного кладбища в журнале L’Illustration, 1866

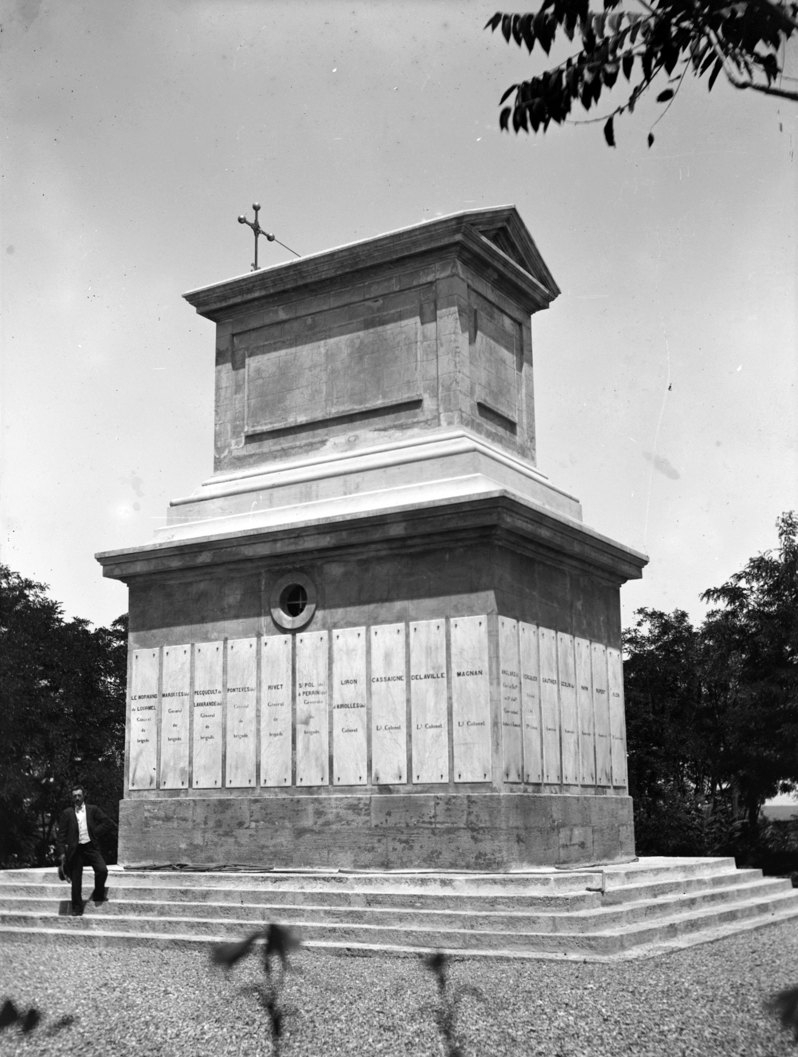
Мавзолей на французском кладбище, 1897

По разным источникам, в период Крымской войны потери французской армии составили от 45 тысяч 874 человек до 95 тысяч 615 человек. После войны на территории Севастополя оказалось несколько французских кладбищ, от Камышовой бухты до Байдарской долины. Понимая сложность ухода за ними и сохранения в должном виде, французское правительство настояло на перезахоронении своих генералов, офицеров и рядовых на собирательный некрополь, неподалеку от бывшей главной квартиры французской армии. Приобретя землю у русского генерала А. Б. Бракера, в 1863 году французы устроили военный некрополь. По проекту инженера-капитана Форпоса было создано своеобразное кладбище — образец ландшафтно-паркового ансамбля и кладбищенской архитектуры.
Площадь некрополя (около 1 га) огорожена каменным забором с металлическими коваными воротами. У входа стоял двухэтажный дом, в котором жил французский вице-консул в Севастополе, он же и смотритель кладбища. В доме также размещался мемориальный музей кладбища.

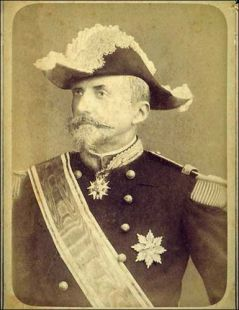
Смотритель кладбища Луи Ге

На ограде некрополя была мраморная доска с надписью на французском и русском языках: «Французское кладбище 1854—1855 гг.» и «Земля Французской республики». В центре некрополя находился мавзолей пирамидальной формы, увенчанный четырёхконечным крестом. Над полукруглым в верхней части входом был укреплен металлический венок, выше — прямоугольная мемориальная доска из белого мрамора с текстом на французском языке. На мавзолее были мемориальные плиты с именами погребенных здесь генералов: Мишеля Бизо, Александра Бретона (фр. Alexandre Hippolyte Félicité Breton, 1805—1855), Брюне (фр. Jean-André-Louis Brunet, 1803—1855), Жюля де Сен-Поля, Понтеве (фр. Louis Jean Baptiste Edmond de Pontevès, 1803—1855), Риве (фр. Marie-Constant-Alphonse Rivet, 1810—1855) и других. С трёх сторон кладбища размещались семнадцать однотипных склепов-саркофагов (по полкам и бригадам погибших воинов) с двускатными крышами. Семь располагалось слева от входа, вдоль стены, три — в торце и семь — дело. Счет шел по часовой стрелке, с левой стороны: первый, второй, третий и так далее. Перед саркофагами проходили три аллеи (в форме буквы «П»). Две аллеи под прямым углом пересекались в центре кладбища, около часовни. Сама часовня стояла на круглой площадке. Её диаметр был около 20 метров. Эта площадка, как и аллея, был усыпан гравием. С лицевой стороны каменных саркофагов возле металлических кованых дверей и на боковых фасадах были мемориальные мраморные доски с именами офицеров с указанием чинов и родов войск. Над входом в склепы были укреплены латинские кресты, выше — доски из белого мрамора с текстами. Внутри саркофагов в нишах подземной и наземной частей располагалась костница — черепа и кости погибших французских воинов.
Стоимость всех построек составила около шести тысяч фунтов. Ежегодно выделялось 50 фунтов на ремонтные работы, сторож получал 144 фунта в год. На кладбище росли акация, фруктовые деревья, цветы. Заросли сирени по периметру в сохранившихся до наших дней.
Многие годы в начале XX века после выхода в отставку служил смотрителем Французского кладбища Луи Антуан Ге, вице-консул Франции в Севастополе.
Похороны Л. А. Ге (умер в 1915 году) на Французском кладбище были необычайно торжественными и многолюдными, что стало выражением любви и уважения к этому человеку со стороны севастопольцев.

### Советский период
В довоенные годы кладбище не претерпел никаких изменений. В 1936 года смотрителем был француз Жозеф Рави. На этом кладбище он и похоронен. В 1920—1930-е годы правительство Франции перечисляло определённую сумму в валюте на содержание кладбища.
В период Великой Отечественной войны кладбище, как и многие другие в Крыму и Севастополе, пострадало, но в целом сохранилось. У него и на самом некрополе проводились захоронения участников боев за Севастополь в 1941—1942 годах и в мае 1944 года.
Последним смотрителем кладбища был Никита Андреевич Дорохин, который умер в 1958 году и похоронен возле Французского некрополя. В первой половине 1950-х годов бывший дом смотрителя, часть забора и несколько саркофагов разобрали на стройматериалы.
В 1982 году часовню и склепы варварски уничтожили по устному указанию одного из севастопольских чиновников.

### Украина
Летом 2002 года на территории памятника стараниями киевлян сооружено мемориальное обозначение французского некрополя. На архитектурно оформленном площадке установлена стела из альминского известняка с вырезанным латинским крестом. Рядом находятся два сохранившихся надгробия французских воинов, павших в 1855 году.
17 сентября 2002 корпус Севастопольского городского Совета принял решение за № 178 о предоставлении в постоянное пользование гектара земли государственному предприятию «Центр» (Киев) для строительства французского военного мемориала на месте бывшего кладбища, которое уже не подлежало восстановлению. Проект разработал киевский архитектор Юрий Олейник.
Осенью 2004 года состоялось открытие мемориала. В нём принимала участие французская делегация во главе с Чрезвычайным и Полномочным Послом Франции в Украине Филиппом де Сюременом.
24 сентября 2011 года состоялись переговоры заместителя председателя Севастопольской горгосадминистрации Владимира Арабаджи и Чрезвычайного и Полномочного Посла Франции в Украине Жака Фора, на которых власть Севастополя согласились отдать Франции в концессию французское кладбище для обеспечения надлежащего ухода за ним.

### Российская Федерация
Передача останков 155 французских солдат, павших при осаде Севастополя и обнаруженных в 2013 году на стройке, состоялась 3 октября 2020 года. Это по инициативе Фонда развития франко-русского исторического инициативы, Российской академии наука, Минобрнауки России, а также правительства Республики Крым и города Севастополя.